# Ledi Màkbet Mtsènskogo Uiezda (pel·lícula)
Ledi Màkbet Mtsènskogo Uiezda (rus: Леди Макбет Мценского уезда Lady Macbeth del districte de Mtsensk) és una pel·lícula dramàtica soviètica del 1989 dirigida per Roman Balaian, basat en la novel·la epònima de Nikolai Leskov.

## Argument
Katerina Izmailova és una bella dona d'un ric comerciant que no es casa per amor. Katerina, que durant dies i dies pateix la ociositat, aconsegueix un jove amant, Serguei. Aviat la seva relació avança fins al fet que es veuen obligats a matar el seu marit Katerina, que descobreix la infidelitat, i aquest és només el primer pas cap a la seva unitat mortal.

## Repartiment
- Natalia Andreitxenko - Katerina Izmailova
- Aleksandr Abdulov - Sergey
- Nikolai Pastukhov - Zinovi Borisovitx
- Tatyana Kravchenko - Aksinia
- Oleg Ilyukhin - Fedia
- Elena Kolchugina - Sonnetka
- Natalia Potapova - Fiona